# おまえにチェックイン
「おまえにチェックイン」は、日本の歌手、沢田研二の36枚目のシングルである。1982年（昭和57年）5月1日にポリドール・レコードより発売された。

## 解説
- 曲の冒頭のコーラス部分である「チュルルルチュッチュ…」のパートは沢田、大沢誉志幸、佐野元春、伊藤銀次の4人によるものである。のちに作曲者・大沢自身も1994年（平成6年）にセルフカバーし、アルバム『Collage』に収録した。
- シングルのジャケットや同曲を含むアルバム『A WONDERFUL TIME』の歌詞カードに表記されている通り、正確には「"おまえにチェックイン"」とタイトルの前後に引用符を用いる。ただし同アルバムにも記号が抜けている箇所があり、その他ベストアルバムなどにも抜けているものが多いなど、公式資料でも表記は統一されていない。
- ジャケットに「SONGS By KENJI SAWADA with EXOTICS」とバックバンドの名称が併記されている。しかし、ジャケット写真は沢田が単独で写ったものになっている。
- 本作から沢田が当時所属していたポリドール・レコード内のプライベートレーベル、ジュリーレーベルでのリリースとなった。なお、ジュリーレーベルとして最初のリリースは1982年2月5日に同日発売されたザ・タイガースのシングル「色つきの女でいてくれよ」とアルバム『THE TIGERS 1982』である。
- 本作ヒット中に、ソロとしてオリコンでのシングル総売上が山口百恵を抜き歴代1位となった[注釈 1]。

## 収録曲
1. "おまえにチェックイン" (3分55秒)
  - 作詞：柳川英巳　作曲：大沢誉志幸　編曲：伊藤銀次
2. ZOKKON（ゾッコン） (4分04秒)
  - 作詞・作曲：沢田研二　編曲：後藤次利

## 参加ミュージシャン
- 沢田研二
- エキゾティクス
  - 吉田建
  - 柴山和彦
  - 上原裕
  - 安田尚哉
  - 西平彰

## カバー

### 大沢誉志幸のセルフカバー
- Collageバージョン （7分01秒） -  編曲：大沢誉志幸
  - 『Collage』（1994年）に収録。
- 夕凪バージョン （3分57秒） - 編曲：URU／ホーン・アレンジ：前田大介
  - 『Season's greetings II 〜夕凪〜』（2008年）に収録。

### その他のカバー
- 比莉 - 1982年10月、アルバム『愛得太苛』（POP82-7108）収録の台湾語カバー。題名は『我喜歡 = I Like It』。